# Liste der Biografien/Neub
Liste der Biografien |
Portal Biografien |
Personensuche
# |
A |
B |
C |
D |
E |
F |
G |
H |
I |
J |
K |
L |
M |
N |
O |
P |
Q |
R |
S |
T |
U |
V |
W |
X |
Y |
Z |
?
 
Na |
Nb |
Nc |
Nd |
Ne |
Nf |
Ng |
Nh |
Ni |
Nj |
Nk |
Nl |
Nm |
Nn |
No |
Nr |
Ns |
Nt |
Nu |
Nv |
Nw |
Nx |
Ny |
Nz
 
Nea |
Neb |
Nec |
Ned |
Nee |
Nef |
Neg |
Neh |
Nei |
Nej |
Nek |
Nel |
Nem |
Nen |
Neo |
Nep |
Ner |
Nes |
Net |
Neu |
Nev |
New |
Nex |
Ney |
Nez
 
Neub |
Neuc |
Neud |
Neue |
Neuf |
Neug |
Neuh |
Neui |
Neuj |
Neuk |
Neul |
Neum |
Neun |
Neup |
Neur |
Neus |
Neut |
Neuv |
Neuw |
Neuy |
Neuz
Die Liste der Biografien führt alle Personen auf, die in der deutschsprachigen Wikipedia einen Artikel haben. Dieses ist eine Teilliste mit 287 Einträgen von Personen, deren Namen mit den Buchstaben „Neub“ beginnt.

## Neub
- Neub, Martin (* 1949), deutscher Biologe und Naturschützer

### Neuba
- Neubach, Ernst (1900–1968), österreichischer Schriftsteller, Drehbuchautor, Filmregisseur und Filmproduzent
- Neubach, Helmut (1933–2019), deutscher Historiker
- Neubacher, Alexander (* 1968), deutscher Journalist
- Neubacher, Frank (* 1965), deutscher Rechtswissenschaftler und Kriminologe
- Neubacher, Hermann (1893–1960), österreichischer Wirtschaftsfachmann und PolitikerHermann Neubacher (1893–1960)

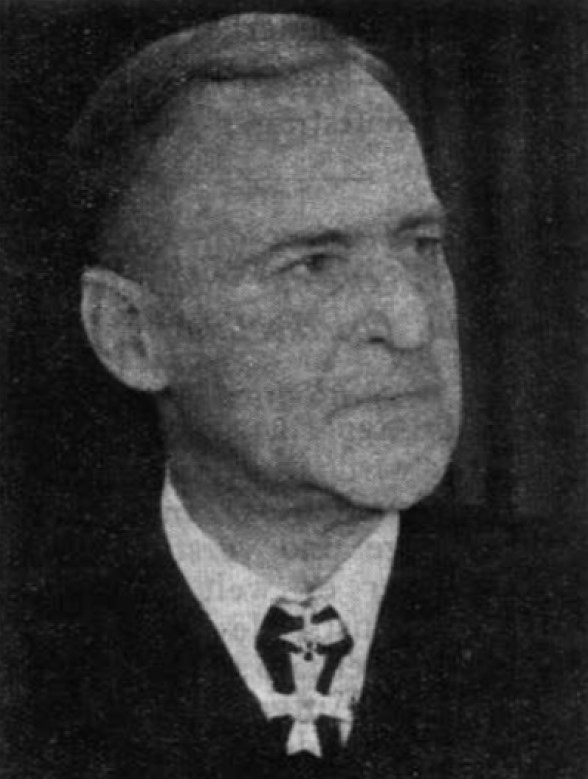
Hermann Neubacher (1893–1960)

- Neubacher, Karl (1926–1978), österreichischer Grafikdesigner und Medienkünstler
- Neubäcker, Peter (* 1953), deutscher Programmierer
- Neubarth, Frank (* 1962), deutscher Fußballspieler und -trainer
- Neubarth, Friedrich Eduard (1833–1908), deutscher Politiker, Gutsbesitzer, MdR
- Neubauer, Adolf (1832–1907), Hebraist
- Neubauer, Adolf (1938–2020), deutscher Ingenieur und Hochschullehrer
- Neubauer, Alfred (1891–1980), deutscher Rennleiter des Mercedes-Grand-Prix-Teams (1926–1955)
- Neubauer, Aljoscha (* 1960), österreichischer Psychologe
- Neubauer, Andreas (* 1963), österreichischer Gitarrenbaumeister und Designer von Gitarren und Bässen
- Neubauer, Anita (* 1967), österreichische Politikerin (FPÖ), Landtagsabgeordnete
- Neubauer, Annette (* 1963), deutsche Kinderbuchautorin
- Neubauer, Anton (1842–1915), deutsch-polnischer katholischer Geistlicher und Mitglied des Deutschen Reichstags
- Neubauer, Barbara (* 1955), österreichische Kunsthistorikerin
- Neubauer, Beate (* 1947), deutsche Autorin, Frauenhistorikerin
- Neubauer, Bernd (* 1954), deutscher Kameramann
- Neubauer, Carl (1830–1879), deutscher Chemiker
- Neubauer, Christian († 1712), deutscher Oberstleutnant und Bremer Festungsbauer
- Neubauer, Christine (* 1962), deutsche Schauspielerin, Hörspielsprecherin und AutorinChristine Neubauer (* 1962)

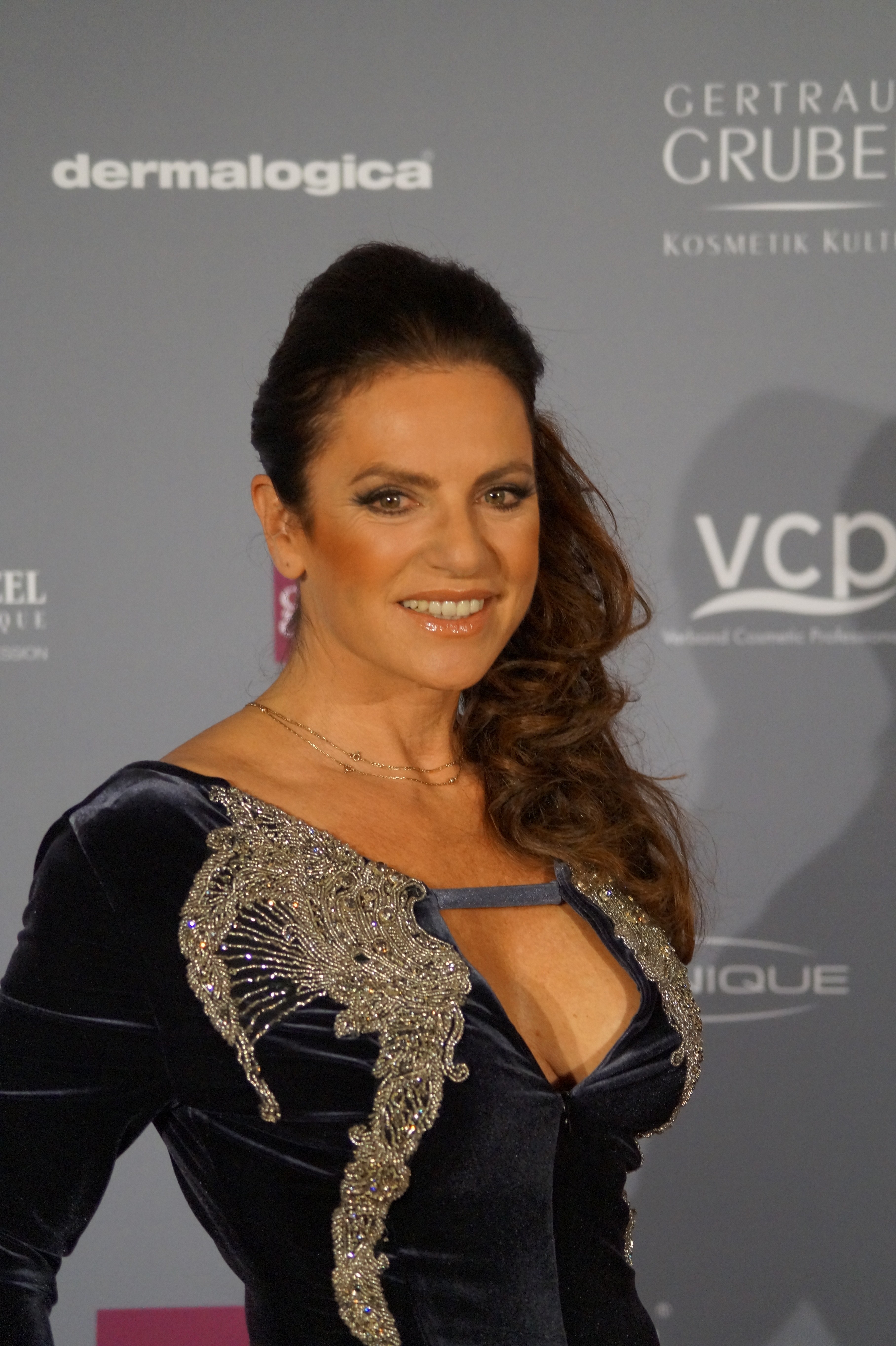
Christine Neubauer (* 1962)

- Neubauer, Clement (1891–1969), US-amerikanischer Kapuziner; 65. und 67. Generalminister des Kapuzinerordens
- Neubauer, Dagmar (* 1962), deutsche Leichtathletin
- Neubauer, Dieter (* 1934), deutscher Chemiker, Sachbuchautor
- Neubauer, Dieter (* 1941), deutscher Fußballspieler
- Neubauer, Dieter (* 1963), deutscher Prähistorischer Archäologe
- Neubauer, Dirk (* 1971), deutscher Politiker (parteilos, SPD), Autor und Journalist
- Neubauer, Doug, US-amerikanischer Designer für integrierte Schaltkreise, Videospielentwickler und Programmierer
- Neubauer, Egon (1920–1991), deutscher Maler, Grafiker, Textilkünstler und Bildhauer
- Neubauer, Elias (* 2002), österreichischer Fußballspieler
- Neubauer, Ernst (1865–1934), deutscher Archivar und Bibliothekar
- Neubauer, Ernst Friedrich (1705–1748), deutscher Gräzist, Orientalist und Theologe
- Neubauer, Ernst Rudolf (1828–1890), österreichischer Autor, Verleger und Lehrer
- Neubauer, Frank (* 1941), deutscher Grafikdesigner und Designpädagoge
- Neubauer, Franz (* 1862), sächsischer Generalmajor
- Neubauer, Franz (* 1909), österreichischer Politiker (NSDAP), Landtagsabgeordneter
- Neubauer, Franz (1930–2015), deutscher Jurist und Politiker (CSU), MdL
- Neubauer, Franz (1934–2010), deutscher Historiker und Fernsehproduzent
- Neubauer, Franz Christoph († 1795), deutscher Komponist
- Neubauer, Friedrich (1861–1953), deutscher Pädagoge
- Neubauer, Friedrich (1886–1956), österreichischer Regisseur und Schauspieler
- Neubauer, Fritz M. (* 1940), deutscher Geophysiker
- Neubauer, Georg (* 1958), deutscher Politiker (FDP)
- Neubauer, Gisela (* 1937), deutsche Politikerin (CDU)
- Neubauer, Günter (* 1941), deutscher Ökonom und Hochschullehrer
- Neubauer, Hannes (* 1966), deutscher Illustrator und Comiczeichner
- Neubauer, Hanns (1905–2003), deutscher Verbandsfunktionär und Politiker (CDU), MdL, Minister
- Neubauer, Hans Franz (1911–1989), deutsch-österreichischer Botaniker und Hochschullehrer
- Neubauer, Hans-Joachim (* 1960), deutscher Literaturwissenschaftler und Journalist
- Neubauer, Harald (1951–2021), deutscher Publizist und Politiker (REP), MdEP
- Neubauer, Heinz (1915–1998), deutscher Schul- und Museumsleiter, Heimatforscher und Denkmalpfleger
- Neubauer, Heinz († 2015), deutscher Kirchenmusiker
- Neubauer, Heinz (* 1933), deutscher Fußballspieler
- Neubauer, Helmut (1925–2001), deutscher Historiker
- Neubauer, Helmut (* 1941), deutscher Generalmajor der Bundeswehr
- Neubauer, Hendrik (* 1960), deutscher Historiker, Publizist und Kommunikationsberater
- Neubauer, Henrik (* 1997), österreichischer Eishockeyspieler
- Neubauer, Herbert (* 1943), deutscher Tischtennisspieler
- Neubauer, Hermann Otto (1910–1942), deutscher Spion und Saboteur
- Neubauer, Horst (1897–1981), deutscher Richter
- Neubauer, Horst (* 1936), deutscher Diplomat, Botschafter der DDR
- Neubauer, Hugo (1868–1945), deutscher Agrikulturchemiker
- Neubauer, Ignatz (1816–1888), österreichischer Rechtswissenschaftler und Politiker
- Neubauer, Ignaz (1726–1795), deutscher Jesuit, römisch-katholischer Theologe und Hochschullehrer
- Neubauer, Ilse (* 1942), bayerische VolksschauspielerinIlse Neubauer (* 1942)

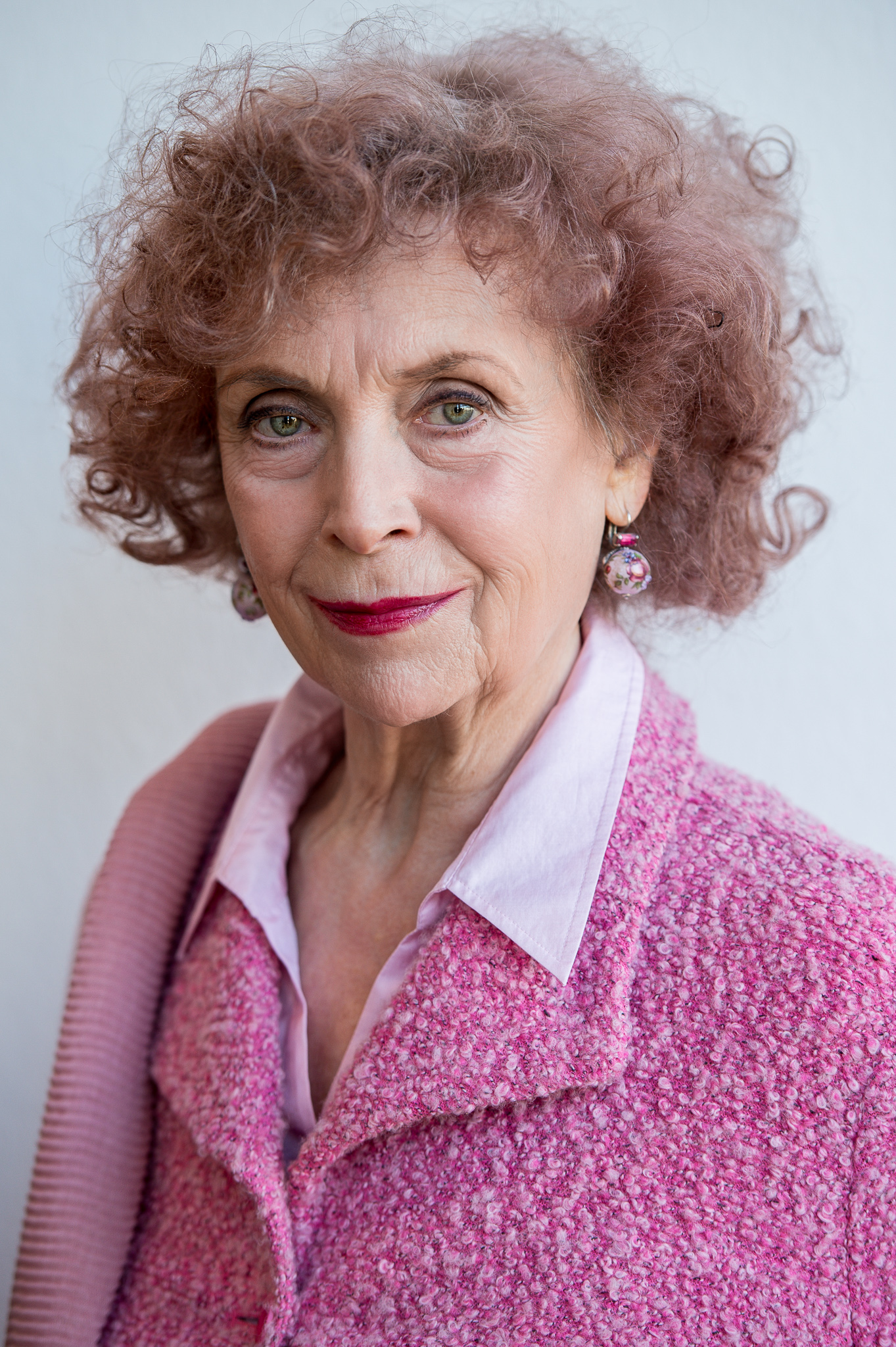
Ilse Neubauer (* 1942)

- Neubauer, Jakob (1895–1945), Rechtshistoriker und Rabbiner
- Neubauer, Johann, deutscher Komponist
- Neubauer, Johann (1880–1970), hianzischer Mundartdichter
- Neubauer, Johann (1884–1971), österreichischer Politiker (SDAP/SPÖ) und Lehrer
- Neubauer, Johann (1920–1943), österreichischer Schlosser und Widerstandskämpfer gegen das NS-Regime
- Neubauer, Johann Ernst (1742–1777), deutscher Arzt und Anatom
- Neubauer, Johannes (* 2000), deutscher Ruderer
- Neubauer, John (1933–2015), US-amerikanischer Literaturwissenschaftler
- Neubauer, Jonas (1981–2021), US-amerikanischer E-Sportler
- Neubauer, Jörg (1962–2021), deutscher Spielervermittler
- Neubauer, Josef († 2020), österreichischer Politiker (SPÖ), Vizebürgermeister von Villach
- Neubauer, Karl (1920–1985), österreichischer Politiker (ÖVP), Landtagsabgeordneter
- Neubauer, Karl Wilhelm (* 1939), deutscher Theologe und Bibliothekar
- Neubauer, Klaus (* 1944), deutscher Maler und Grafiker
- Neubauer, Konrad (* 1953), österreichischer Fotograf
- Neubauer, Kurt (1899–1923), deutscher Dienstbote, getöteter Teilnehmer des Hitler-Ludendorff-Putsches vom November 1923
- Neubauer, Kurt (1922–2012), deutscher Politiker (SPD), Bürgermeister von Berlin und Innensenator, MdA
- Neubauer, Leopold (1889–1960), österreichischer Fußball-Nationalspieler
- Neubauer, Luisa (* 1996), deutsche KlimaschutzaktivistinLuisa Neubauer (* 1996)

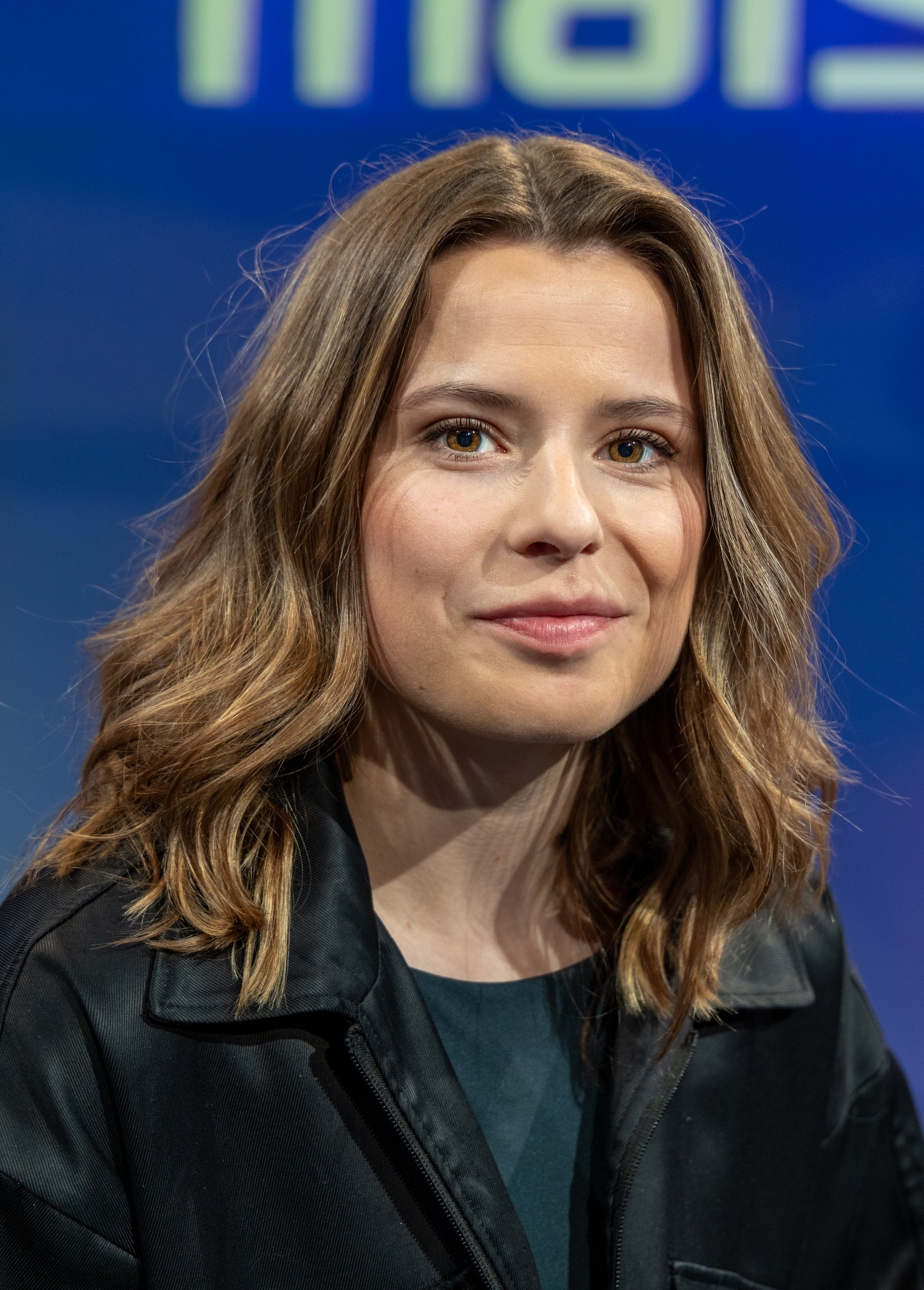
Luisa Neubauer (* 1996)

- Neubauer, Maria Margaretha (1706–1746), deutsche Dichterin
- Neubauer, Martin (* 1973), österreichischer Schachspieler und -trainer
- Neubauer, Maurice (* 1996), deutscher Fußballspieler
- Neubauer, Max (1878–1949), deutscher Politiker (SPD)
- Neubauer, Nicole (* 1972), deutsche Krimi-Schriftstellerin
- Neubauer, Paul (* 1962), US-amerikanischer Bratschist
- Neubauer, Peter B. (1913–2008), US-amerikanischer Psychoanalytiker
- Neubauer, Philipp (* 1974), deutscher Schauspieler
- Neubauer, Ralf (* 1982), deutscher Rechtsanwalt und Politiker (SPD), MdHB
- Neubauer, Ralph (* 1960), deutscher Schriftsteller
- Neubauer, Richard (* 1947), deutscher Eishockeyspieler
- Neubauer, Robert (* 1972), deutscher Immobilienmakler
- Neubauer, Roli-Ann (* 1984), deutsche Basketballnationalspielerin
- Neubauer, Ryan (* 1998), Schweizer Unihockeyspieler
- Neubauer, Sergej (* 1985), deutscher Fußballspieler
- Neubauer, Theodor (1890–1945), deutscher Politiker (KPD, DDP, NLP, USPD), MdL, MdR und WiderstandskämpferTheodor Neubauer (1890–1945)

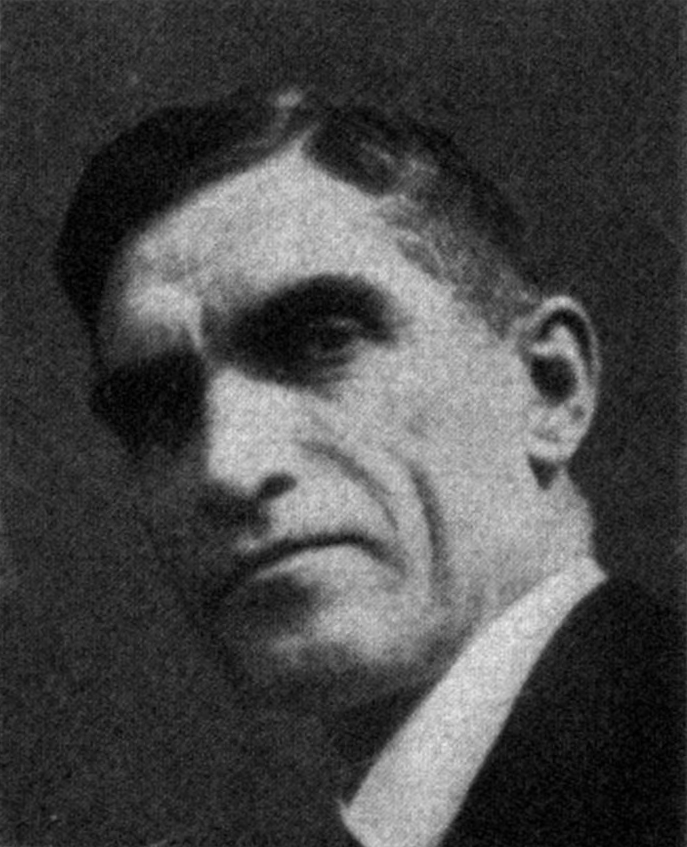
Theodor Neubauer (1890–1945)

- Neubauer, Thomas (* 1999), französischer Autorennfahrer
- Neubauer, Walter (1927–2025), österreichischer Montangeologe, Mineralwirtschaftler, Hochschuldozent und Manager
- Neubauer, Walter (* 1938), Psychologe und Hochschullehrer
- Neubauer, Werner (1935–2015), deutscher Ökonom und Statistiker
- Neubauer, Werner (* 1956), österreichischer Politiker (FPÖ), Abgeordneter zum Nationalrat
- Neubauer, Wolfgang (* 1963), österreichischer Archäologe
- Neubauer, Wolfram (* 1950), Schweizer Bibliothekar
- Neubauer-Woerner, Marlene (1918–2010), deutsche Bildhauerin
- Neubäumer, Renate (* 1952), deutsche Ökonomin
- Neubaur, Caroline (* 1941), deutsche Autorin, Kritikerin, Übersetzerin und Religionswissenschaftlerin
- Neubaur, Mona (* 1977), deutsche Politikerin (Bündnis 90/Die Grünen), MdLMona Neubaur (* 1977)

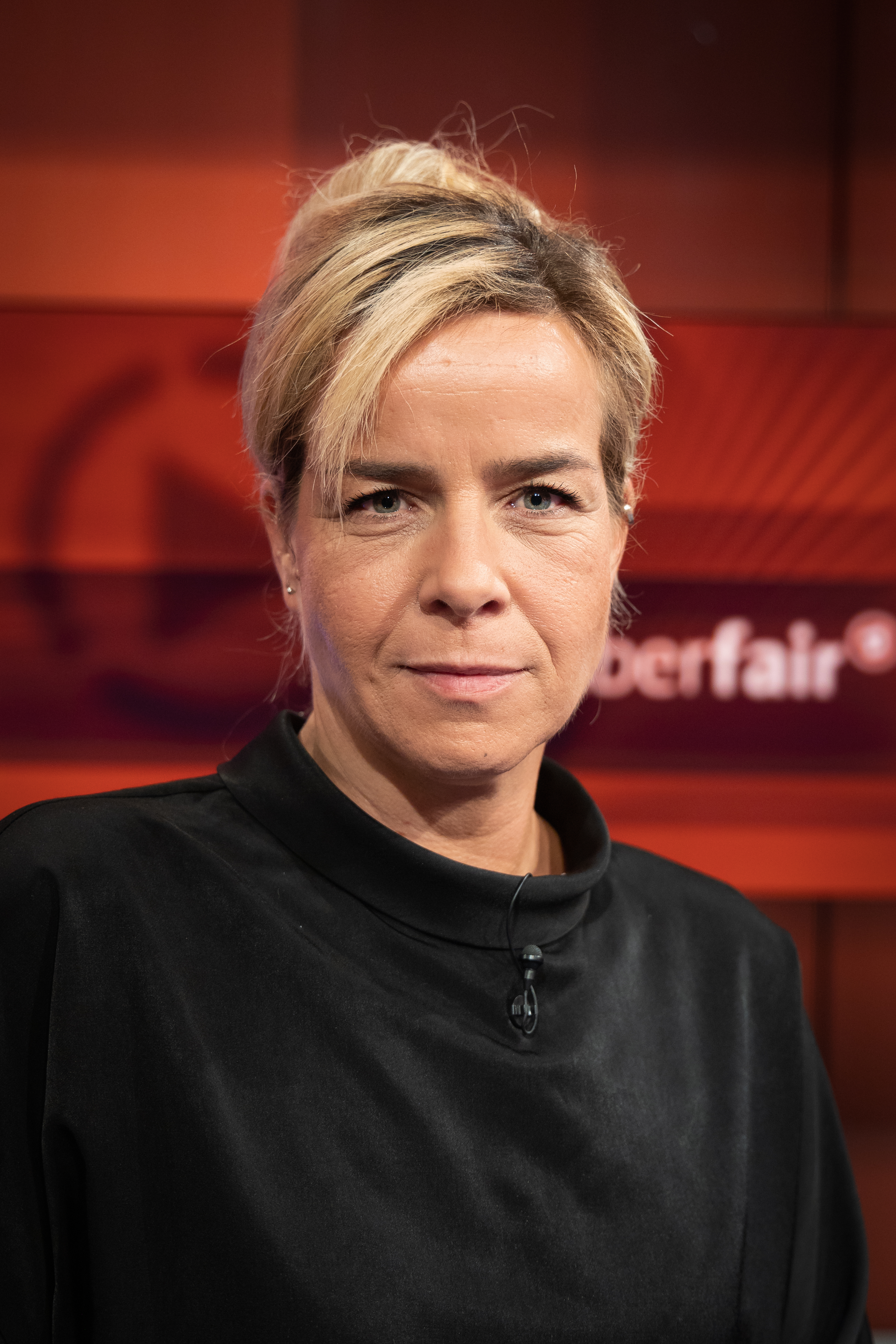
Mona Neubaur (* 1977)

### Neube
- Neubeck, Herbert (1923–1943), deutscher-staatenloser Apothekerlehrling, Opfer der NS-Kriegsjustiz
- Neubeck, Jacob Israel (1565–1594), Schweizer Tischler
- Neubeck, Joachim (* 1937), deutscher Fußballspieler
- Neubeck, Johann Caspar († 1594), katholischer Bischof der Diözese Wien
- Neubeck, Karl von (1821–1894), bayerischer Generalmajor
- Neubeck, Ludwig (1882–1933), deutscher Dirigent und Komponist
- Neubeck, Rudolf (1899–1967), deutscher Rechtsanwalt, Politiker (CDU) und MdL
- Neubeck, Valerius Wilhelm (1765–1850), deutscher Arzt und Autor
- Neubecker, Annemarie Jeanette (1908–2001), deutsche Klassische Philologin
- Neubecker, Friedrich Karl (1872–1923), deutscher Rechtswissenschaftler und Hochschullehrer
- Neubecker, Fritz (1903–1995), deutscher Politiker (SPD), Mitglied der Stadtverordnetenversammlung von Groß-Berlin
- Neubecker, Ottfried (1908–1992), deutscher Heraldiker und Vexillologe
- Neuber, August Wilhelm (1781–1849), deutscher Arzt, Dichter und Philosoph
- Neuber, Friedel (1935–2004), deutscher Bankmanager und Politiker (SPD), MdL
- Neuber, Friederike Caroline (1697–1760), deutsche Schauspielerin und Dramatikerin
- Neuber, Fritz (1837–1889), deutscher Bildhauer
- Neuber, Georg (1925–2022), deutscher Fechter und Olympiateilnehmer
- Neuber, George (1786–1819), deutscher Offizier und Abgeordneter
- Neuber, Gustav Adolf (1850–1932), deutscher Mediziner und Chirurg
- Neuber, Harald (* 1978), deutscher Journalist und BuchautorHarald Neuber (* 1978)

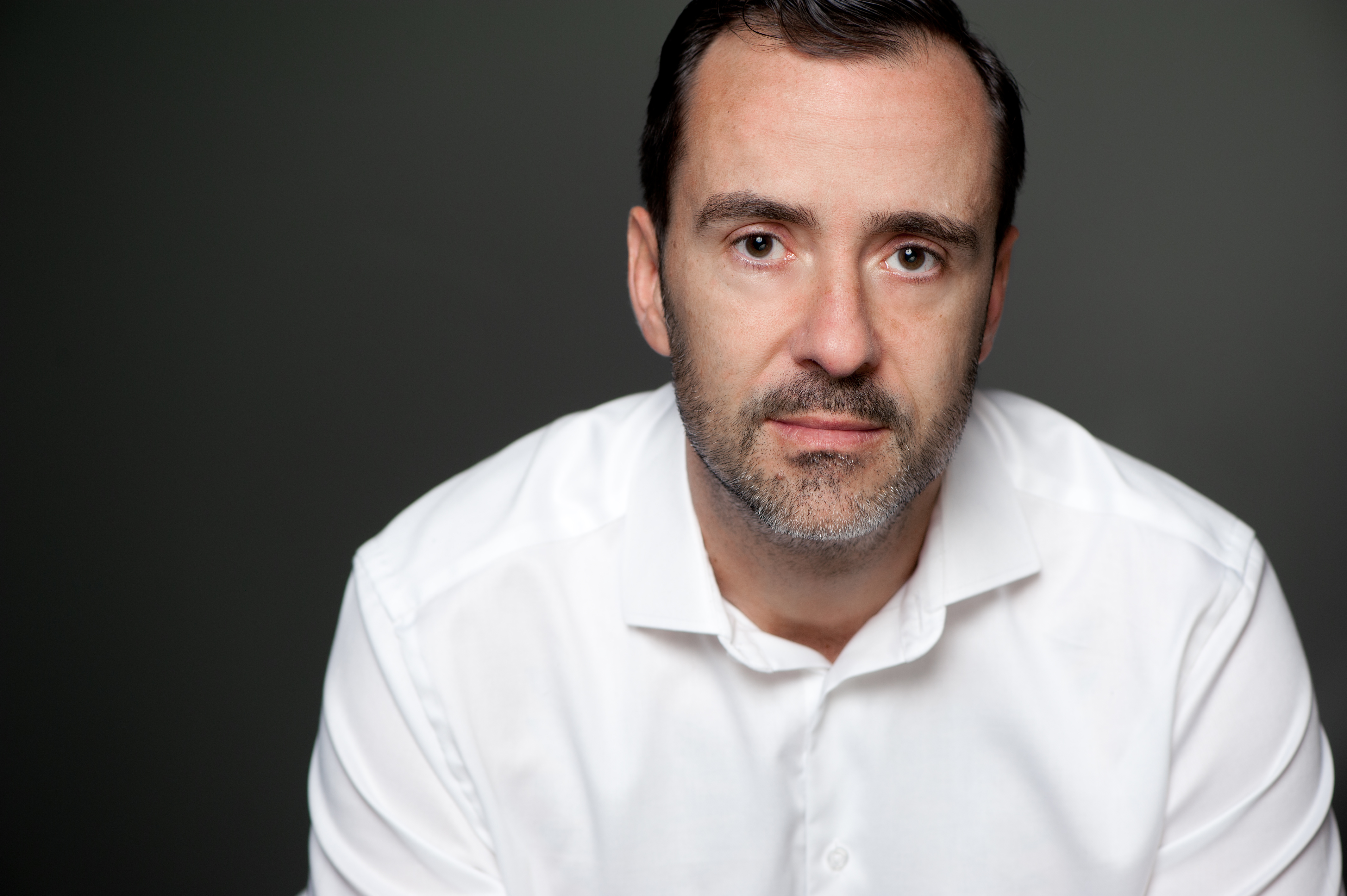
Harald Neuber (* 1978)

- Neuber, Heinz (1906–1989), deutscher Maschinenbauingenieur
- Neuber, Janko (* 1971), deutscher Skilangläufer und Trainer
- Neuber, Johann (1697–1759), deutscher Theaterschauspieler und Ehemann von Friederike Caroline Neuber
- Neuber, Johann Christian (1736–1808), deutscher Steinschneider und Hofjuwelier in Dresden
- Neuber, Karl (1841–1905), schlesischer, römisch-katholischer Theologe, Fürstbischöflicher Delegat für Brandenburg und Pommern, Propst von St. Hedwig in Berlin
- Neuber, Nils (* 1966), deutscher Sportpädagoge und Hochschullehrer
- Neuber, Peter (1937–2013), deutscher Politiker (SPD)
- Neuber, Uwe (1955–2024), deutscher Fußballspieler
- Neuber, Wolfgang (* 1956), österreichischer Literaturwissenschaftler
- Neuberg, Carl (1877–1956), deutscher Biochemiker
- Neuberg, Erich (1928–1967), österreichischer Regisseur
- Neuberg, Friedrich von, Raubritter
- Neuberg, Georg von († 1393), Bischof von Chiemsee
- Neuberg, Johann von († 1399), Bischof von Seckau
- Neuberg, Joseph (1840–1926), luxemburgisch-belgischer Mathematiker
- Neuberg, Simon (* 1961), französischer Jiddist und Hochschullehrer
- Neuberg, Wilhelm von (1802–1862), böhmischer Kurortbesitzer und k. k. Truchsess
- Neuberger, Albert (1908–1996), britischer Biochemiker und Mediziner
- Neuberger, Alex (* 1992), US-amerikanischer Schauspieler
- Neuberger, Christoph (* 1964), deutschsprachiger Kommunikationswissenschaftler und Hochschullehrer
- Neuberger, David, Baron Neuberger of Abbotsbury (* 1948), britischer Richter und Jurist
- Neuberger, Herman (1918–2005), deutscher Rabbiner in den USA
- Neuberger, Hermann (1919–1992), deutscher Fußballfunktionär, Präsident des Deutschen Fußball-Bundes (DFB)
- Neuberger, Josef (1902–1977), deutscher Politiker (SPD), MdL, Minister
- Neuberger, Julia (* 1950), britische Rabbinerin, Autorin und Politikerin
- Neuberger, Julius (1872–1922), deutscher Arzt und Politiker
- Neuberger, Leah (1915–1993), US-amerikanische Tischtennisspielerin
- Neuberger, Maurine Brown (1907–2000), US-amerikanische Politikerin
- Neuberger, Maximilian (* 2000), deutscher Fußballspieler
- Neuberger, Michael (1953–2013), britischer Biochemiker und Immunologe
- Neuberger, Oswald (* 1941), deutscher Psychologe
- Neuberger, Richard L. (1912–1960), US-amerikanischer Politiker
- Neuberger, Roy (1903–2010), US-amerikanischer Finanzier und Kunstmäzen
- Neuberger, Stefan (* 1958), deutscher Automobilrennfahrer
- Neuberger, Stefan (* 1983), deutscher Kameramann und Filmregisseur
- Neuberger, Theodor (1856–1938), deutscher Psychiater
- Neuberger, Theophilus (1593–1656), deutscher reformierter Theologe und Geistlicher
- Neuberger, Willi (* 1946), deutscher Fußballspieler
- Neuberger-Donath, Ruth (1914–2009), österreichisch-israelische Klassische Philologin
- Neubert, Albert (1862–1947), deutscher Buch- und Kunsthändler
- Neubert, Albrecht (1930–2017), deutscher Übersetzungswissenschaftler
- Neubert, Alexander (1862–1945), deutscher Verwaltungsjurist
- Neubert, Arthur W. (1919–1992), deutscher Schauspieler und Geräuschemacher
- Neubert, Carl-Wendelin (* 1985), deutscher Jurist, Wissenschaftler und Rechtsanwalt
- Neubert, Christhard-Georg (* 1950), deutscher evangelischer Theologe, Vorstandsvorsitzender der Stiftung Christliche Kunst Wittenberg
- Neubert, Christian Gottlieb (1765–1829), deutscher Organist
- Neubert, Dieter (* 1952), deutscher Entwicklungssoziologe
- Neubert, Eberhard (1926–2006), deutscher Museumsdirektor und Hochschullehrer
- Neubert, Ehrhart (1940–2024), deutscher Theologe, DDR-Oppositioneller und Politiker (CDU)
- Neubert, Emely (* 1988), deutsche Schauspielerin
- Neubert, Emil (1832–1916), deutscher Handelsgärtner
- Neubert, Émile (1878–1967), französischer Priester
- Neubert, Erhard (1905–1984), deutscher Parteifunktionär (KPD/SED)
- Neubert, Erich (1896–1970), deutscher Kinderbuchillustrator und Bilderbuchkünstler, Lithograf, Zeichner und Maler
- Neubert, Falk (* 1974), deutscher Politiker (Die Linke); MdL
- Neubert, Franz (1878–1959), deutscher Schriftsteller
- Neubert, Fritz (1886–1970), deutscher Romanist
- Neubert, Gerhard (1909–1993), deutscher SS-Unterscharführer und Sanitätsdienstgrad in Auschwitz-Monowitz
- Neubert, Gerhard (1926–2005), deutscher Stein- und Holzbildhauer in der DDR
- Neubert, Gottfried (1926–1983), deutscher Kirchenmusiker und Komponist
- Neubert, Günter (1936–2021), deutscher Komponist und Tonmeister
- Neubert, Hans (1924–2011), deutscher Maler und Grafiker
- Neubert, Hans H. (* 1937), deutscher Schauspieler
- Neubert, Hans-Jürgen, deutscher Skatspieler
- Neubert, Harald (1932–2009), deutscher Historiker und Buchautor
- Neubert, Heinrich Moritz (1809–1881), deutscher Kommunalpolitiker und Heimatforscher
- Neubert, Hermann (1892–1980), deutscher Bibliothekar
- Neubert, Hermann (1935–2003), deutscher Mykologe
- Neubert, Hildigund (* 1960), deutsche Politikerin (CDU), Landesbeauftragte des Freistaats Thüringen zur Aufarbeitung der SED-Diktatur
- Neubert, Horst (1932–2015), deutscher Kinderbuchautor
- Neubert, Jana (* 1984), deutsche Leichtathletin (400-Meter-Lauf)
- Neubert, Jens (* 1967), deutscher Autor, Regisseur und Filmproduzent
- Neubert, Johannes (* 1969), deutscher Kulturmanager
- Neubert, Karl (1799–1845), deutscher Arzt und Medizinhistoriker
- Neubert, Karl (1868–1937), deutscher Schauspieler und Bühnenregisseur
- Neubert, Karl (1900–1972), deutscher Bergbauingenieur und Hochschullehrer
- Neubert, Klaus (* 1942), deutscher Diplomat
- Neubert, Klaus-Dieter (* 1949), deutscher Ruderer, Olympiasieger
- Neubert, Kurt (1878–1920), deutscher Tierarzt, USPD-Funktionär und Kämpfer zur Verteidigung der Republik gegen Reichswehr-Putschisten
- Neubert, Kurt (1898–1972), deutscher Anatom und Professor für Anatomie
- Neubert, Kurt (1900–1970), deutscher Kameramann
- Neubert, Marco (* 1987), deutscher Rennfahrer
- Neubert, Marina B. (* 1968), deutsche Schriftstellerin
- Neubert, Matthias (* 1962), deutscher Physiker
- Neubert, Max (1863–1948), deutscher Unternehmer und Erfinder
- Neubert, Michael Jon (1933–2014), britischer Politiker der Conservative Party
- Neubert, Michaela (* 1963), deutsche Kunsthistorikerin
- Neubert, Ralf (* 1950), deutscher Fußballspieler
- Neubert, Ralph (* 1972), deutscher Pianist und Studienleiter
- Neubert, Ramona (* 1958), deutsche Leichtathletin und Olympiateilnehmerin
- Neubert, Reiner (* 1942), deutscher Literaturwissenschaftler
- Neubert, Reinhard (1896–1945), deutscher Jurist und Politiker (NSDAP), MdR
- Neubert, Rudolf (1898–1992), deutscher Mediziner und Hochschullehrer
- Neubert, Sigrid (1927–2018), deutsche Fotografin
- Neubert, Stefan (* 1982), deutscher Dirigent
- Neubert, Thieß (* 1971), deutscher Comedian, Schauspieler, Autor und FernsehmoderatorThieß Neubert (* 1971)

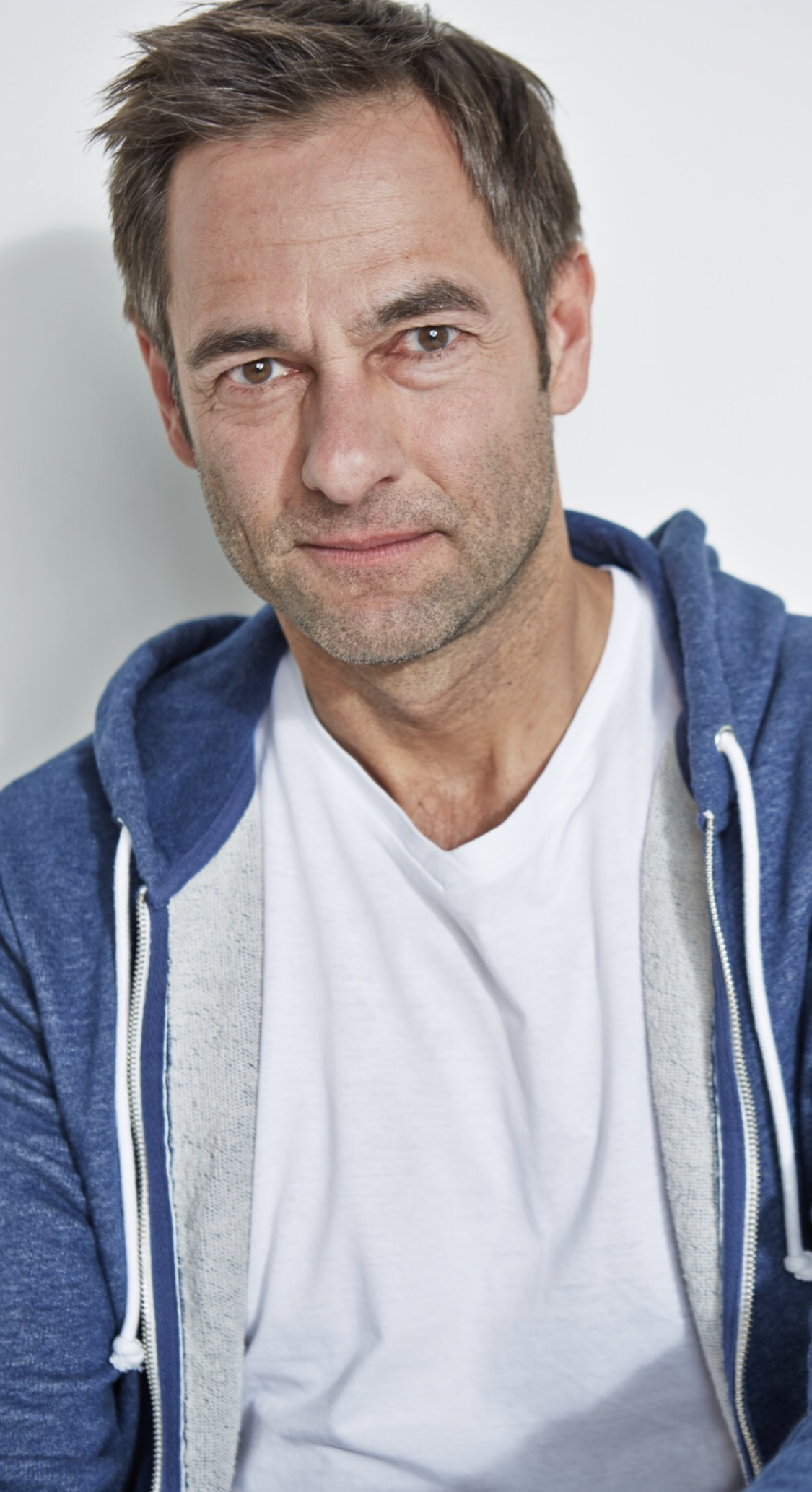
Thieß Neubert (* 1971)

- Neubert, Thomas (* 1980), deutscher Fußballspieler
- Neubert, Volkmar (* 1950), deutscher Fußballspieler
- Neubert, Werner (* 1929), deutscher Journalist, Autor und Hochschullehrer
- Neubert, Werner (1954–2013), deutscher Fußballspieler
- Neubert, Willi (1920–2011), deutscher Maler
- Neubert, Woldemar (1860–1918), deutscher Handelsgärtner und Politiker
- Neubert, Wolfgang (* 1954), deutscher Sportfunktionär und Hochschulpräsident
- Neubert-Abendroth, Theodor Gustav, österreichischer Sänger (Bariton), Kapellmeister, Kantor, Organist, Musikpädagoge und Komponist
- Neubert-Preine, Thorsten (* 1965), deutscher Historiker
- Neuberth, Jean (1915–1996), französischer Maler
- Neuberth, Julius (1809–1881), deutscher Naturforscher und Magnetiseur

### Neubi
- Neubig, Bernd (* 1962), deutscher Fossiliensammler und Paläontologe

### Neubo
- Neuböck, Fritz (* 1965), österreichischer Komponist und Musiker
- Neuböck, Peter (1855–1928), österreichischer Bildhauer
- Neubourg, Karl Ludwig (1808–1895), deutscher Politiker
- Neubourg, Ludwig (1903–1964), deutscher Polizeibeamter und Nachrichtendienstler

### Neubr
- Neubrand, Heinz (1921–1998), österreichischer Jazzmusiker und Komponist
- Neubrand, Maria (1955–2020), deutsche römisch-katholische Ordensfrau sowie Theologin, Neutestamentlerin, Hochschullehrerin und Hochschulrektorin
- Neubrand, Otto (1911–1975), deutscher Maler und Radierer
- Neubronn von Eisenburg, Friedrich von (1838–1915), deutscher Richter und Politiker im Großherzogtum Baden
- Neubronn von Eisenburg, Leopold (1818–1889), badischer und preußischer Generalmajor
- Neubronn von Eisenburg, Ludwig August (1772–1823), badischer Oberst und Kammerherr
- Neubronn von Eisenburg, Wilhelm (1815–1895), preußischer General der Infanterie, langjähriger Generaladjutant des badischen Großherzogs Friedrich I.
- Neubronn, Carl von (1807–1885), deutscher Beamter und Abgeordneter des badischen Landtags
- Neubronner, Andreas (* 1951), deutscher Tonmeister
- Neubronner, Carl (1892–1961), deutscher Politiker (FDP), MdL
- Neubronner, Christoph (* 1960), deutscher Jazz-Pianist
- Neubronner, Julius (1852–1932), deutscher Apotheker, Erfinder, Firmengründer und Pionier der Amateurfotografie
- Neubronner, Karl Heinrich von (1913–1963), deutscher Schriftsteller und Gutsbesitzer
- Neubronner, Wilhelm (1813–1894), deutscher Apotheker und Politiker

### Neubu
- Neubuerger, Karl (1890–1972), deutsch-US-amerikanischer Neuropathologe
- Neuburg, Clamor (1851–1927), deutscher Statistiker und Staatswissenschaftler
- Neuburg, Hans (1904–1983), Schweizer Schriftsetzer bzw. Typograph
- Neuburg, Hermann (1910–1979), deutscher NS-Funktionär
- Neuburg, Johann Georg (1757–1830), deutscher Arzt und Gelehrter
- Neuburg, Johann Georg (1795–1866), deutscher Politiker
- Neuburg, Marija Fridrichowna (1894–1962), russische bzw. sowjetische Paläobotanikerin
- Neuburg, Sarah von (* 1982), deutsche Radio- und FernsehmoderatorinSarah von Neuburg (* 1982)

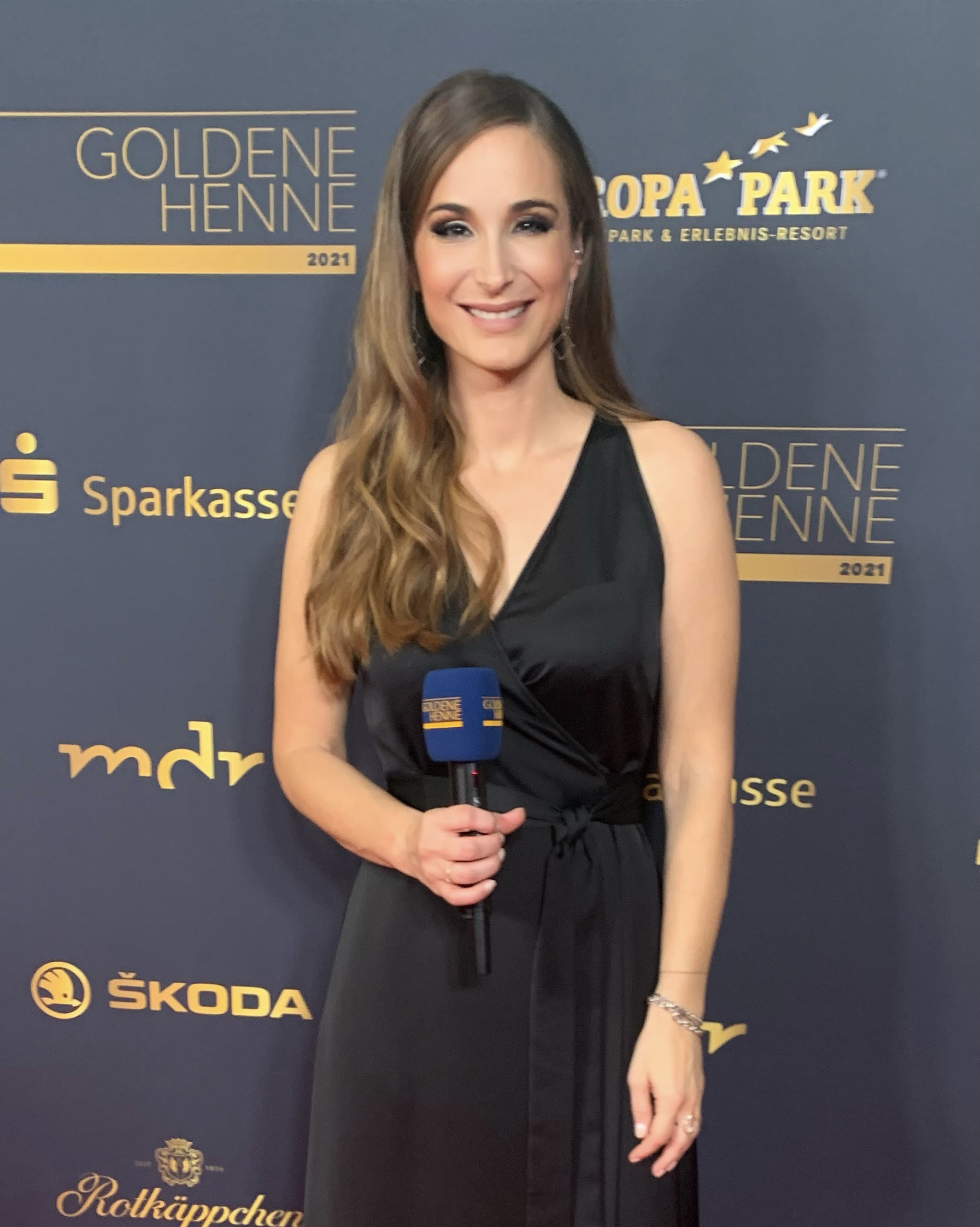
Sarah von Neuburg (* 1982)

- Neuburg, Siegfried (1928–2003), österreichischer Maler
- Neuburg, Victor Benjamin (1883–1940), britischer Dichter und Schriftsteller
- Neuburg, Volkard von († 1251), Bischof von Chur
- Neuburger, Adalbert (1903–1968), deutscher Pädagoge und Hochschullehrer
- Neuburger, Ambros (1925–2002), deutscher Politiker (SPD), MdL
- Neuburger, August (1820–1885), deutscher Orgelbauer in Mecklenburg und Frankreich
- Neuburger, August (1902–1999), deutscher Politiker (CDU), MdB
- Neuburger, Carl (1850–1930), deutscher Bankier
- Neuburger, Edgar (1935–2024), deutscher Versicherungsmathematiker und Hochschullehrer
- Neuburger, Emil (1870–1938), deutscher Politiker
- Neubürger, Heinz-Joachim (1953–2015), deutscher ManagerHeinz-Joachim Neubürger (1953–2015)

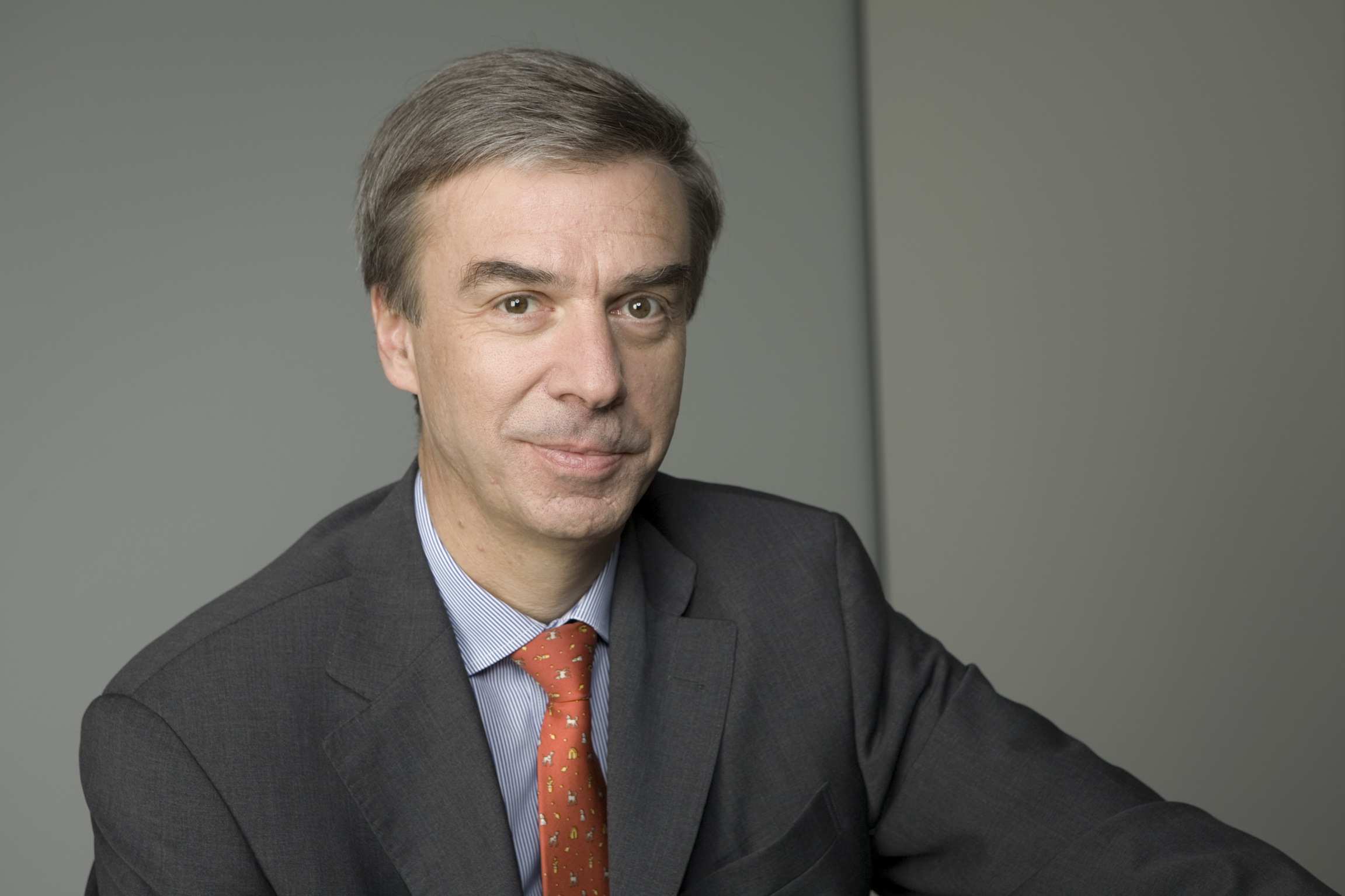
Heinz-Joachim Neubürger (1953–2015)

- Neuburger, Jean-Frédéric (* 1986), französischer Pianist
- Neuburger, Klara (1882–1945), deutsche Malerin
- Neuburger, Kurt (1902–1996), deutscher Schriftsteller
- Neuburger, Max (1868–1955), österreichischer Medizinhistoriker
- Neuburger, Ottmar (* 1959), deutscher Schriftsteller
- Neuburger, Otto (1890–1956), deutscher Schriftsteller und Volkswirt
- Neubüser, Joachim (1932–2021), deutscher Mathematiker
- Neubüser, Uwe (* 1945), deutscher Politiker (CDU), MdHB